# Krakowska Grupa Bluesowa
Krakowska Grupa Bluesowa – zespół bluesowy pochodzący z Krakowa.

## Historia

### Początkowa działalność (lata 80.)
Zespół został założony wiosną 1983 przez Jarosława Sokoła, który był pierwszym managerem grupy. Pierwotny skład zespołu stanowili:
- Jarosław Sokół – manager,
- Dariusz Wiśniewski – harmonijka ustna
- Jerzy Kowal – gitara
- Artur Bazior – gitara
- Paweł Małysiak – gitara basowa

Niewiele później do zespołu dołączyli także Wojciech Namaczyński (perkusja), Artur Laszczka (instrumenty klawiszowe) oraz Ryszard Swaczek (śpiew).
Pierwszy koncert zespołu odbył się późną jesienią roku 1983 i spotkał się z wielkim aplauzem publiczności, podobnie jak koncert w Dworku Białoprądnickim, kiedy to KGB wystąpiła wraz z zespołem The Cooks.
Jakiś czas później współpracę z zespołem zakończył Ryszard Swaczek, a funkcję wokalistów przejęli Dariusz Wiśniewski i Artur Bazior.
W roku 1985 zespół zakwalifikował się do piątej edycji festiwalu Rawa Blues, odbywającego się co roku w katowickim Spodku i został zaliczony do grona 10 laureatów. W późniejszych latach grupa dwukrotnie jeszcze występowała na Rawie Blues.
Jesienią 1985 do zespołu dołączył saksofonista Tomasz Suchowiejko.
Pod koniec lat osiemdziesiątych działalność zespołu uległa zawieszeniu.

### KGB współcześnie
W roku 1998 zespół został reaktywowany z inicjatywy Pawła Małysiaka. Do nowego składu zespołu dołączyli Jerzy Walasek – perkusja oraz Robert Korzeniak – bas, gdyż Paweł Małysiak postanowił grać na gitarze.
W 2001 roku z zespołem rozstał się Jarosław Sokół, który został managerem zespołu Bluesmobile Tadeusza Pocieszyńskiego.
Rok później zespół nagrał pierwszą płytę pod tytułem Czekam na okazję. Album po raz pierwszy ukazał się w sprzedaży 18 maja 2002, kiedy KGB wystąpiła na IV Pikniku Bluesowym, odbywającym się na krakowskim rynku, wraz z zagranicznymi artystami, jak np. amerykańska gwiazda – Ronnie Baker Brooks. Koncert promujący płytę odbył się 23 maja 2002 w krakowskim klubie Extreme. Album spotkał się z przychylnymi recenzjami krytyki.
Wkrótce po wydaniu płyty zespół opuścił Artur Laszczka, a w roku 2003 także Dariusz Wiśniewski, który założył własny projekt. Mniej więcej w tym czasie zespół zaczął wspomagać saksofonista Bartosz Bętkowski, którego gościnne występy z czasem przerodziły się w trwałą współpracę. W 2005 z grania w zespole zrezygnował Robert Korzeniak, którego zastąpił Leszek Kowal.
6 października 2007 roku zespół ponownie zagrał na Festiwalu Rawa Blues w Katowicach, gdzie po występie na małej scenie został wybrany zwycięzcą w głosowaniu publiczności, w związku z czym wystąpił również na dużej scenie.
20 października 2007 ukazał się w sprzedaży nowy album KGB, noszący tytuł Pomyśl dobrze.
W 2012 r. Leszek Kowal zdecydował się opuścić zespół ze względów osobistych. Wkrótce po tym nowym basistą został Jan Małysiak, syn Pawła. W 2014 r. miała miejsce kolejna zmiana basisty, do zespołu dołączył wówczas Bogusław Mietniowski, znany z takich zespołów jak Wawele, 2 plus 1 czy Wolna Grupa Bukowina, współpracował on również m.in. z Andrzejem Zauchą.

## Obecny skład
- Paweł Małysiak – gitara, śpiew
- Artur Bazior – gitara, śpiew
- Bogusław Mietniowski – gitara basowa
- Jerzy Walasek – perkusja
- Tomasz Suchowiejko – saksofon
- Bartosz Bętkowski - saksofon

## Dyskografia
- Czekam na okazję (2002)
- Pomyśl dobrze (2007)